# 马赖马莱纳加尔
马赖马莱纳加尔（Maraimalainagar），是印度泰米尔纳德邦Kancheepuram县的一个城镇。总人口48449（2001年）。

## 人口
该地2001年总人口48449人，其中男性25282人，女性23167人；0—6岁人口5437人，其中男2761人，女2676人；识字率72.20%，其中男性为79.53%，女性为64.19%。